# Udo Bönstrup

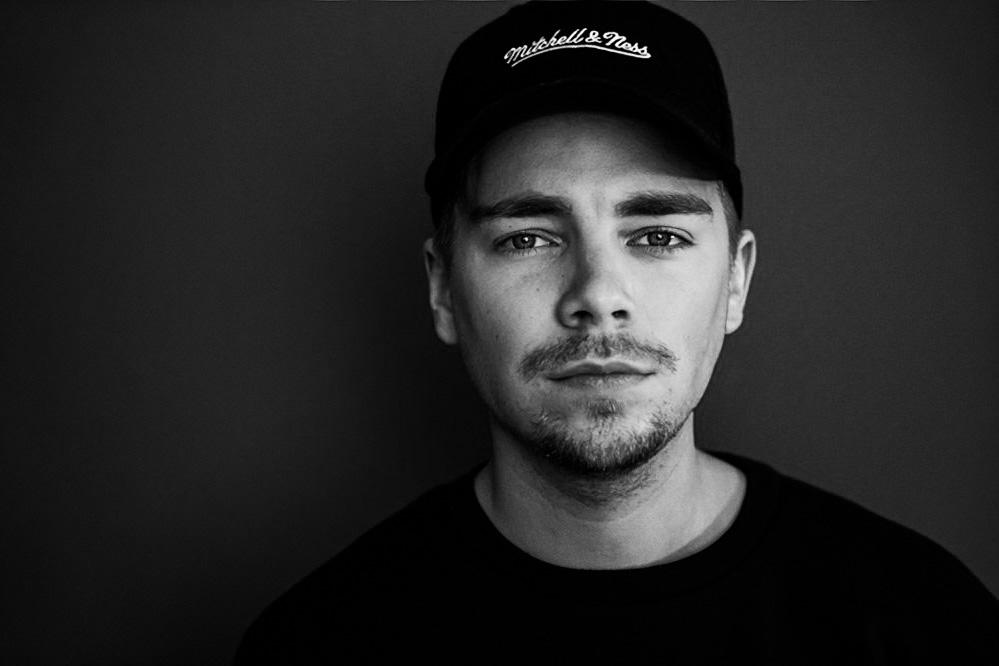
Hendrik Nitsch (2020)

Udo Bönstrup ist als Kunstfigur ein Alter Ego des deutschen Comedian, Satirikers und Webvideoproduzenten Hendrik Nitsch (* 30. Oktober 1994 in Greven).

## Werdegang
Hendrik Nitsch wurde im Herbst 1994 im münsterländischen Greven geboren. Zwischen 2010 und 2014 besuchte er die Private Handelsschule Middendorf. Inspiriert von seinem Opa imitierte er im Rahmen einer Party einen Rentner, was von einem seiner Freunde aufgenommen und anschließend online gestellt wurde. Aufgrund der großen Reichweite seines ersten improvisierten Videos entwickelte er die Kunstfigur des 1944 in Ostpreußen geborenen und mittlerweile verwitweten „Udo Bönstrup“.
2014 begann er, in dieser Rolle auf Facebook, YouTube und Instagram als Comedian aktiv zu werden. Dabei drehen sich seine Videos vor allem um Rentner-Klischees wie das fehlende Verständnis für Technik und das Verhalten der Jugend. Des Weiteren macht er sich über die Tätigkeit von Influencern und Social-Media-Stars wie Gerda Lewis oder Laura Müller lustig. In Interviews bezeichnet er seine eigenen Videos als „Schwachsinn“. Innerhalb von sechs Jahren gewann er mehr als 450.000 Abonnenten auf Facebook. Einnahmen generiert er dabei unter anderem über Produktplatzierungen, die er mitunter als Parodie von Fernsehwerbung in Szene setzt, und eigene Merchandise-Artikel.
Ab 2014 folgten erste Auftritte Nitsch' im linearen Fernsehen. So trat er in der WDR Lokalzeit, in der Dokumentationsreihe Unter deutschen Dächern und Let’s talk about auf. Darüber hinaus arbeitet er mit dem Online-Sender RTL II You zusammen. Im März 2016 war er mit einer Show auf deutschlandweiter Club-Tour. Von 2018 bis 2019 hatte er seinen eigenen Podcast Bei „Rucola“ fehlt doch ein „M“!?. Die Gäste waren u. a. Katja Krasavice und Dario Rodriguez. Im Juli 2020 stellte ihn Sat.1 als einen der ersten Kandidaten der 8. Staffel Promi Big Brother vor. Einen knappen Monat später zog er neben Teilnehmern wie Werner Hansch oder Ikke Hüftgold in das Haus der Reality-Show. Mit dem Duo Rob & Chris veröffentlichte Bönstrup im selben Jahr den Song Körperzellen Rock, nachdem zuvor bereits Scheide und #instabitch erschienen waren.

## Rezeption

### Auseinandersetzung mit der NPD
Im Sommer 2015 rief Nitsch als Udo Bönstrup im Rahmen der Reihe Bei Anruf Udo bei der NPD an, um sich zu erkundigen, ob aus Sicht der Partei „das Sexleben eines Rentners auch mit südländischen Damen gestattet“ sei. Nach der Veröffentlichung des Videos erhielt er zahlreiche Kommentare und zum Teil drohende Nachrichten aus der rechten Szene. In einem rechtsradikalen Forum veröffentlichte ein Teilnehmer die private Anschrift von Nitsch. Auch die Familie des Komikers erhielt anonyme Anrufe. Hendrik Nitsch erklärte nach den Vorfällen, auch in Zukunft „provozierende Videos“ drehen zu wollen, aber auf Beiträge „mit politischem Hintergrund“ verzichten zu wollen.

### Vorwürfe der Frauenfeindlichkeit
Hendrik Nitsch wurde wiederholt der Frauenfeindlichkeit bezichtigt. Sowohl unter den Zuschauern als auch redaktionellen Beiträgen fanden etwa seine Auftritte in Promi Big Brother Kritik. Verena Maria Dittrich kritisierte für n-tv die „sexistischen Ekelhaftigkeiten“, die der Komiker im Umgang mit weiblichen Kandidatinnen zeige. Zwar bezeichne er Udo Bönstrup als „satirische Kunstfigur“, doch der Zuschauer könne die Person nicht von der vermeintlichen Figur unterscheiden. Auch das gesendete „Fatshaming“ und die „Vergewaltigungswitze“ dürften nicht kritiklos hingenommen werden. Kritik fand sie auch an der Rolle der Moderatoren sowie des Senders, der die sexistischen Szenen „extra mit in die ‚Tages-Highlights‘“ hineinnehme, um mit „misogynem Verhalten Quote“ zu machen. Gegenüber dem Focus erklärte Nitsch später, er sei „absolut für #MeToo“, habe sich aber von der Kandidatin Adela Smajic „sexuell belästigt“ gefühlt.
Größere Aufmerksamkeit erfuhr Nitzsch’ Auseinandersetzung mit der Influencerin Franziska Lohberger. Die Bodybuildern hatte mit einem Foto, auf dem sich ihre Schamlippen durch die eng anliegende Hose abzeichnen, auf das Phänomen des „Vulva-Shamings“ aufmerksam machen wollen. Sie halte es für „widerlich“, dass Frauen „das Gefühl vermittelt bekommen, sich für ihren Körper schämen zu müssen.“ Als Bönstrup reagierte der Komiker mit einem Bild, auf dem er sich eine Gurke in die Hose steckt und dazu kommentiert: „Wisst ihr, was ich widerlich finde? Eure belanglosen künstlichen Probleme mit denen ihr in irgendeiner Form versucht Aufmerksamkeit zu erlangen.“ Nachdem die Nachhaltigkeits-Influencerin Louisa Dellert den Instagram-Beitrag kritisiert hatte, entwickelte sich eine Auseinandersetzung zwischen ihr und dem Komiker, im Zuge dessen sich auch die Politikerin Katharina Schulze und die Sängerin Lena Meyer-Landrut mit Dellert solidarisierten.
Anne Dittmann sah in Die Welt ein Problem darin, dass „Nitsch die misogyne Gewalt aus Shame-Postings und Hatestorms als ‚Satire‘“ bezeichne und damit durchkomme. Damit erhebe er die Gewalt zu Kunst und verschiebe damit die Diskurse. Dittmann zog einen Vergleich zum Kabarettisten Serdar Somuncu, der wenige Wochen zuvor „frauenverachtende und rassistische Monologe in einem RBB-Podcast“ vorgetragen und mit einem Verweis auf die Satirefreiheit dafür gesorgt hatte, dass „in Zeitungen nicht mehr über Gewalt gesprochen [worden sei], sondern darüber, was Satire“ dürfe. Auch n-tv bezeichnete es als „Witz schlechthin“, dass Nitsch tatsächlich glaube, „seine Frauenfeindlichkeit als Satire verbuchen zu können.“
Nachdem ihn die Influencerin Franziska Peil in einer privaten Nachricht über ihren Instagram-Account „catcallsof.bonn“ unter anderem als „jämmerliches, kleines, widerliches, peinliches, sexistisches, armseliges, einsames Würstchen“ bezeichnet hatte, antwortete ihr Nitsch daraufhin: „Warum hast du denn keine Fotos drin, Mensch? Das ist immer so bei euch Feministinnen, bei diesen Ultra-Turbofeministinnen, weil ihr immer so hässliche, ungefickte Speckstücke seid mit fettiger Kurzhaarfrisur die mir einfach den ganzen Tag auf den Sack gehen.“ Peil leitete die Antwort daraufhin an Verena Maria Dittrich weiter, die Auszüge daraus in ihrem Artikel aufgriff. Da die Autorin die vorangegangenen Beleidigungen nicht verdeutlichte, beantragte der Komiker eine einstweilige Verfügung gegen n-tv. Das Landgericht Köln verbot daraufhin aufgrund der „bewusst unvollständigen Berichterstattung“ den Artikel Das Vulva-Shaming des Udo Bönstrup in seiner ursprünglichen Fassung zu verbreiten.